# Zbysław Anielak

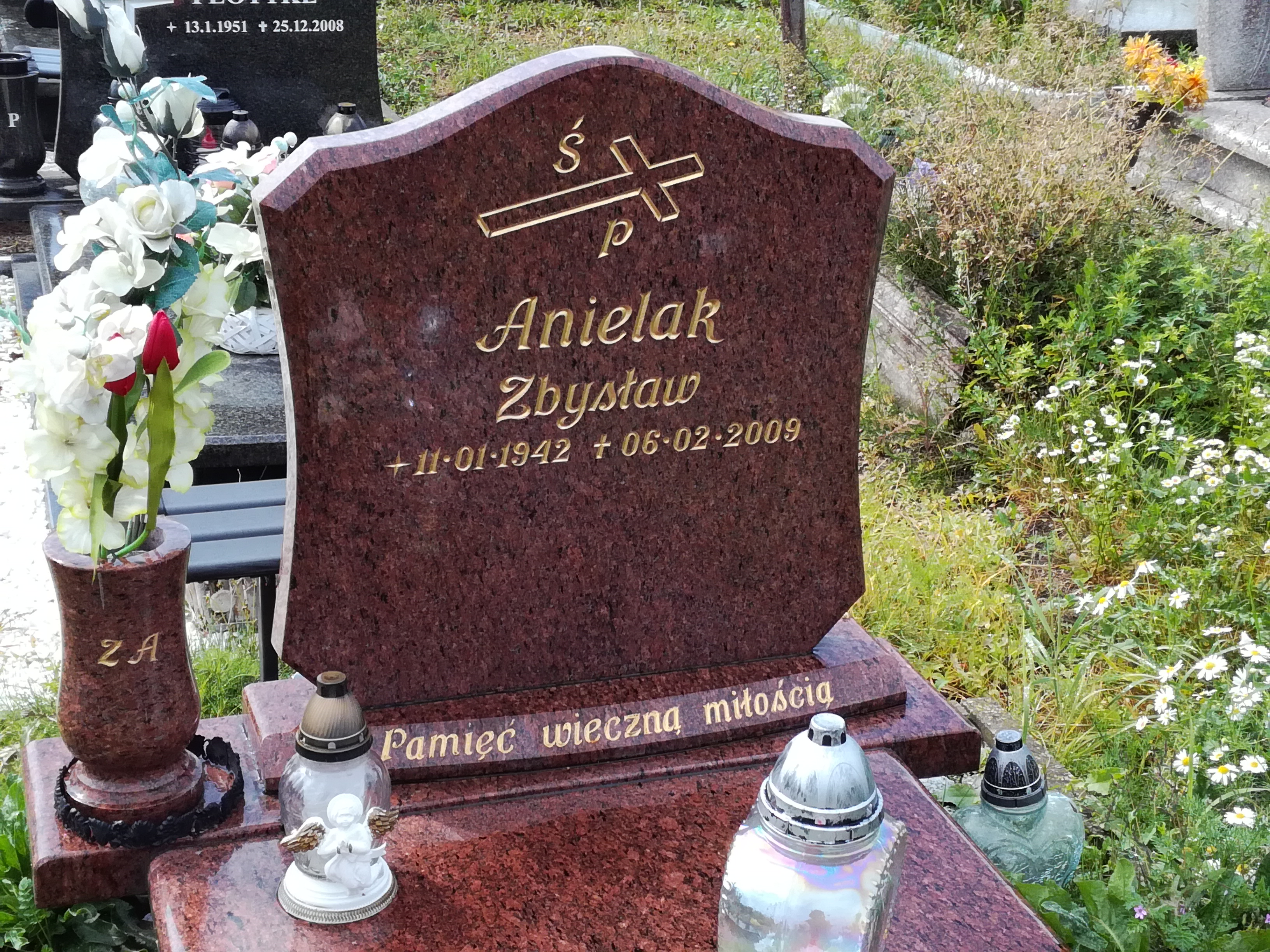
Grób Zbysława Anielaka na Cmentarzu Łostowickim w Gdańsku

Zbysław Włodzimierz Anielak (ur. 11 stycznia 1942 w Dobrzelinie, zm. 7 lutego 2009 w Gdańsku) – polski lekkoatleta (sprinter) i trener lekkoatletyczny.

## Kariera sportowa
Na mistrzostwach Europy w 1966 w Budapeszcie odpadł w półfinale biegu na 100 metrów, a sztafeta 4 × 100 metrów z jego udziałem odpadła w eliminacjach. Na europejskich igrzyskach halowych w 1967 w Pradze wystąpił w sztafecie 1+2+3+4 okrążenia, która nie ukończyła biegu finałowego.
Był trzykrotnym wicemistrzem Polski w sztafecie 4 × 100 metrów w 1964, 1965 i 1966 oraz brązowym medalistą na 100 metrów i na 200 metrów w 1966.
W latach 1964–1966 pięć razy startował w meczach reprezentacji Polski w sprintach i w sztafecie, bez zwycięstw indywidualnych.
Rekordy życiowe:
- bieg na 100 metrów – 10,4 (19 czerwca 1964, Olofström)[3]
- bieg na 200 metrów – 21,0 (7 sierpnia 1966, Poznań)[4]

Był zawodnikiem MKS Toruń (1958-1959), LZS Morze Gdańsk (1960), Bałtyku Gdynia (1961-1964 i 1968), AZS Warszawa (1965-1967) i Floty Gdynia 1969-1970). Po zakończeniu kariery lekkoatletycznej pracował jako trener.
Zmarł w Gdańsku, pochowany 12 lutego 2009 na Cmentarzu Łostowickim.